# 外显率
外显度（Penetrance），又称外显率，是指个体基因组中的某一基因得到表达的概率。如果十个个体，它们都共同携带一种基因，其中九个个体表现出该基因的表现型，那么该基因的外显度就是90%。

## 请参看
- 表现度